# Ленпромтранспроект
АО «Ленпромтранспроект» — российская проектная организация, ведущая работы по комплексному проектированию объектов промышленно-транспортной инфраструктуры на территории России, а также стран СНГ. Ведёт свою историю с 1928 года, когда в СССР было образовано государственное строительное акционерное общество транспортных устройств, сооружений и подъездных путей — «Трансстрой». В его составе было организовано Управление строительства в Ленинграде, а при нём — проектный отдел. 
Из-за участия в проектировании крымского моста организация находится под санкциями стран Евросоюза, США и других стран

## История
Основной задачей «Ленпромтранспроекта» в довоенные годы являлось проведение изысканий и разработка проектов транспортных составляющих крупнейших промышленных предприятий Советского Союза. Среди них:
- Магнитогорский, Кузнецкий, Мариупольский, Ново-Тагильский, Петровско-Забайкальский, Ново-Тульский металлургические заводы;
- Риддерский, Норильский, Усть-Каменогорский комбинаты цветной металлургии;
- Сталинградский тракторный и Горьковский автомобильный заводы.

В первые дни войны многие сотрудники «Ленпромтранспроекта» были мобилизованы и ушли на фронт, остальные участвовали в строительстве оборонительных сооружений в Ленинграде. Одним из важных объектов, в строительстве и техническом руководстве которого участвовали офицеры, работавшие до войны в «Ленпромтранспроекте», были железнодорожные мосты через Неву, располагавшиеся ниже по течению от крепости «Орешек» близ Шлиссельбурга. Сотрудники «Ленпромтранспроекта» участвовали в строительстве военных баз для обороны Ленинграда,  ведя изыскательские работы и разрабатывая проекты для строительства путей железнодорожной артиллерии на Пакри, Ханко и в районе Вентспилса. 
В начале Великой Отечественной войны одна из изыскательских партий «Ленпромтранспроекта» находилась в Таджикистане. Она проводила полевые работы, связанные с реконструкцией узкоколейной железной дороги Курган-Тюбе — Пяндж. Впоследствии эта дорога сыграла решающую роль в сооружении Вахшского оросительного канала, благодаря которому были освоены десятки тысяч гектаров новых земель, а Вахшская долина превратилась в основную базу СССР по выращиванию тонковолокнистых сортов хлопчатника.
В послевоенное время деятельность «Ленпромтранспроекта» была связана с восстановлением разрушенных во время войны транспортных сооружений и промышленных предприятий Советского Союза. Были разработаны проекты восстановления городских мостов в Каунасе, Таллине, Пярну Эстонской ССР. Кроме того, были выполнены проекты восстановления сотен малых искусственных сооружений на подъездных путях крупных промышленных предприятий.
В 1964 году Латвийский, Литовский, Эстонский территориальные отделы вошли в состав Ленинградского отделения.
В 1970—1985 годах «Ленпромтранспроект» активно работает в странах советского блока, выполняя работы в Мали, Северном Вьетнаме, Китае, Мозамбике и на Кубе. В середине 1980 года организация получила статус всесоюзного Государственного научно-исследовательского проектного института Госстроя СССР.

## Проекты
- 1965 — первый в СССР рамно-консольный мост через реку Нярис в Вильнюсе[6]. Разработчики проекта были награждены премией Совета министров СССР.
- 1977 — первый в России вантовый мост через реку Шексну в Череповце[7].
- 1987 — первый в СССР трёхпролётный балочный пешеходный мост через реку Волхов в Великом Новгороде, общей длиной 255.5 м[8].
- автомобильной дороги Таксимо — Бодайбо (Иркутская область, 220 км);
- автомобильной дороги Эгвекинот — Иультин (Чукотка, 200 км);
- автомобильной дороги Ковдор — Сала (Мурманская область, 106 км).

Проекты 1990-х годов:
- 1997 — бизнес-план и концепция проекта внедрения пассажирского транспорта «Надземный экспресс» (по заказу администрации Санкт-Петербурга)[9][10];
- внешнего транспорта нефтяного терминала «Несте» в районе станции Бронка;
- реконструкции Красносельской нефтебазы;
- внешнего железнодорожного транспорта «Петербургского нефтяного терминала»
- проектирование автозаправок топливных компаний «Фаэтон», «ПТК», «Балт-Трейд», «Арис».

Проекты 2000—х годов:
- строительства 2-й очереди КАД вокруг Санкт-Петербурга;
- строительства железнодорожного моста на подъездном пути к предприятию ЦС «Звездочка»;
- реконструкции транспортной развязки на 21 км автомобильной дороги М-5 «Урал»;
- строительства двухуровневой транспортной развязки на пересечении проспекта Непокоренных и Пискаревского проспекта.
- Проекты по заказу мэрии Ашхабада, Туркменистан (2003—2013):

Автодорожные мосты на автомагистрали «Аэропорт Туркменбаши — Национальная туристическая зона „Аваза“»;
строительства Южного участка кольцевой автодороги с подключением основных магистралей;
реконструкция проспекта Арчабил. Участок 1: от парка Гиндивар до улицы Анкара
- проектирование улицы 10 лет Благополучия.

Проекты 2010−х годов:
- реконструкции автомобильной дороги М-9 «Балтия» на участке км 17+910 — км 83+068[12];
- строительства 9-ти этажного дома по адресу: г. Санкт-Петербург, ул. Льва Толстого, д. 8[13];
- строительства автомобильной дороги М-18 (Р-21) «Кола» от Санкт-Петербурга через Петрозаводск, Мурманск, Печенгу до границы с Норвегией км 435-км 448 с мостовым переходом через реку Шуя.
- 2016 — обеспечение транспортной безопасности при строительстве железнодорожных подходов к Крымскому мосту через Керченский пролив[14]
- 2016 — мостовой переход через реку Пур на автомобильной дороги Коротчаево — Уренгой[15].
- 2018—2020 — проект технического перевооружения устройств железнодорожной автоматики и телемеханики (ЖАТ) на участке Керчь—Джанкой;
- 2018—2020 — выполнение проектно-изыскательских работ по улично-дорожной сети территории Рублёво-Архангельское в границах красных линий с подключением к транспортной развязке автомобильной дороги М-9 «Балтия» на км 20+650;
- Выполнение инженерных изысканий, разработка проектно-сметной документации на строительство объекта «Проектирование в производственной зоне „Ржевка“. Сети водоснабжения, водоотведения, газоснабжения вдоль границ квартала 25А и границ южной части квартала 24»[16].

## Направления деятельности
Компания выполняет как в комплексе, так и отдельно следующие виды работ:
- Комплексное проектирование объектов транспортной инфраструктуры, а также промышленных и гражданских зданий и сооружений;
- Осуществление функций генерального проектировщика;
- Разработка специальных разделов проектной документации;
- Проектирование инженерного оборудования, сетей и систем;
- Услуги консультанта по сопровождению проектов ГЧП;
- Внедрение инновационных технологий и материалов;
- Инжиниринговые услуги;
- Генеральные планы;
- Обследование технического состояния зданий и сооружений.

## Санкции
«Ленпромтранспроект» включён в список организаций, против которых направлены санкции США. Соответствующий указ был подписан президентом США Джо Байденом 15 апреля 2021 года.
1 октября 2020 года организация включена в санкционный список всех стран Евросоюза так как «участвовала в проекте соединения железнодорожных инфраструктур незаконно аннексированного Крыма и России, проектируя железнодорожные подходы к мосту через Керченский пролив».
Также находится под санкциями Швейцарии, Украины, Австралии и Канады.